# شاپرک ماه مالزیایی
شاپرک ماه مالزیایی (نام علمی: Actias maenas) نام یک گونه از سرده شاپرک‌های ماه آسیایی-آمریکایی است.